# FB-22 스트라이크 랩터
FB-22 스트라이크 랩터(FB-22 Strike Raptor)는 F-22 랩터의 개량 버전으로, 록히드 마틴사가 F-15E 전폭기의 후계로 제안하였다.
FB-22는 B-2, B-1의 항속 거리를 충족 할 수 없고 탑재 능력을 충족할 수 없으므로 이를 '중간 규모의 폭격기'로 정의하고 기존의 F-22 부품과 설계를 이용하여 생산비용을 현격하게 절감할 수 있는 장점과 또한 개발에 대한 위험부담 등을 줄일 수 있다는 판단이었다. 더불어 F-22의 줄어든 생산대수에 대한 보상을 통해 경제적인 효과도 누릴 수 있는 것이다. 실제로 임무를 구상해보면 기존의 F-111 전술 폭격기 임무를 대체하면서, 지역분쟁 투입용 폭격기로 보아도 무방하다.
그러나 미 공군에서 관심을 가지지 않는 관계로 개발이 무산될 것으로 보인다.

## 제원
- 승무원: 1명 또는 2명
- 만재 중량: 120,000 lb (54,431 kg)

### 성능
- 최고 속도: 마하 1.92
- 항속 거리: 3,334 km

### 무장
- 공대공 미사일: 2× AIM-120 AMRAAM
- 폭탄: 30 x GBU-39 Small-Diameter Bombs

## 같이 보기
- 록히드 마틴 F-22A 랩터
- 록웰 B-1 랜서
- X-44 MAN TA
- 제너럴 다이내믹스 F-111 아드바크